# Vilarjoan
El Vilarjoan és una masia del municipi de Moià (Moianès) protegida com a bé cultural d'interès local. Està situada a la part meridional del terme de Moià, a 727 metres d'altitud. És a l'extrem nord-est del Serrat de Vilarjoan, a llevant del Serrat de la Moretona, a l'esquerra de la riera de l'Om. També és al sud-oest de la masia de Casagemes i al nord-oest del Casalot de Casagemes.

## Descripció
És un casal de planta rectangular, amb el carener perpendicular a la façana, amb tres plantes. La façana principal és de grans dimensions: la planta baixa és porxada de banda a banda, aguantant la galeria del primer pis. Els arcs dels baixos són de mig punt, mentre que els de la galeria, aguantats per pilars de pedra picada, són d'arc rebaixat. Porxada i galeria van ser sobreposades a la façana primitiva.
La porta d'entrada és amb arc rebaixat, així com les finestres de les golfes. Al mur de llevant hi ha tres obertures convertides en balcons. Els darreres han estat també reformats amb l'annex d'un terrat i d'una torre circular, que servia de dipòsit d'aigua.

## Història
El mas manté, malgrat les reformes, una estructura setcentista clara. El portal d'entrada data aquesta part del 1776. El mur de Llevant va sofrir reformes al segle xix, convertint tres obertures en balcons. Els darreres, també reformats, s'han ampliat amb la construcció del terrat i de la torre circular, ambdues obres daten del segle xix.